# Campeonato Mundial Junior de Natación de 2017
El VI Campeonato Mundial Junior de Natación se celebró en Indianápolis (Estados Unidos) entre el 23 y el 28 de agosto de 2017 bajo la organización de la Federación Internacional de Natación (FINA) y la Federación Estadounidense de Natación.
Las competiciones se realizaron en el Indiana University Natatorium de la ciudad estadounidense.

## Resultados

### Femenino
| Evento                    | Oro                                                                                 | Plata                                                                                                  | Bronce                                                             |
| ------------------------- | ----------------------------------------------------------------------------------- | --- | ------------------------------------------------------------------ |
| 50 m libre (28.08)        | Rikako Ikee Japón 24,59                                                             | Grace Ariola Estados Unidos 24,82                                                                      | Sayuki Ouchi Japón 25,07                                           |
| 100 m libre (25.08)       | Freya Anderson Reino Unido 53,88                                                    | Rikako Ikee Japón 54,16                                                                                | Kayla Sanchez · Canadá · 54,44                                     |
| 200 m libre (28.08)       | Taylor Ruck · Canadá · 1:57,08                                                      | Ajna Kesely · Hungría · 1:57,10                                                                        | Irina Krivonogova · Rusia · 1:58,51                                |
| 400 m libre (26.08)       | Ajna Kesely · Hungría · 4:06,72                                                     | Delfina Pignatiello Argentina 4:08,33                                                                  | Anastasiia Kirpichnikova · Rusia · 4:08,73                         |
| 800 m libre (24.08)       | Delfina Pignatiello Argentina 8:25,22                                               | Ajna Kesely · Hungría · 8:30,62                                                                        | Águeda Cons · España · 8:30,85                                     |
| 1500 m libre (27.08)      | Delfina Pignatiello Argentina 15:59,51                                              | Ajna Kesely · Hungría · 16:15,68                                                                       | Águeda Cons · España · 16:17,84                                    |
| 50 m espalda (27.08)      | Jade Hannah · Canadá Natsumi Sakai · Japón · 27,93                                  | — | Grace Ariola Estados Unidos 28,11                                  |
| 100 m espalda (24.08)     | Regan Smith Estados Unidos 59,11 RMJ                                                | Taylor Ruck · Canadá · 59,23                                                                           | Jade Hannah · Canadá · 59,62                                       |
| 200 m espalda (25.08)     | Regan Smith Estados Unidos 2:07,45                                                  | Alexandra Sumner Estados Unidos 2:09,04                                                                | Natsumi Sakai Japón 2:09,34                                        |
| 50 m braza (24.08)        | Emily Weiss Estados Unidos 30,78                                                    | Faith Knelson · Canadá · 30,91                                                                         | Mona McSharry Irlanda 30,97                                        |
| 100 m braza (26.08)       | Mona McSharry Irlanda 1:07,10                                                       | Faith Knelson · Canadá · 1:07,47                                                                       | Zoe Bartel Estados Unidos 1:07,63                                  |
| 200 m braza (28.08)       | Zoe Bartel Estados Unidos 2:25,68                                                   | Ella Nelson Estados Unidos 2:27,04                                                                     | Annabel Guye-Johnson Reino Unido 2:27,42                           |
| 50 m mariposa (26.08)     | Rikako Ikee Japón 25,46 RMJ                                                         | Sara Junevik · Suecia · 26,18                                                                          | Rebecca Smith · Canadá · 26,22                                     |
| 100 m mariposa (28.08)    | Rikako Ikee Japón 57,25                                                             | Rebecca Smith · Canadá · 58,07                                                                         | Suzuka Hasegawa Japón 58,60                                        |
| 200 m mariposa (24.08)    | Emily Large Reino Unido 2:07,74                                                     | Suzuka Hasegawa Japón 2:08,29                                                                          | Keanna Macinnes Reino Unido 2:09,64                                |
| 200 m estilos (26.08)     | Miku Kojima Japón 2:12,42                                                           | Kayla Sanchez · Canadá · 2:12,64                                                                       | Cyrielle Duhamel Francia 2:13,31                                   |
| 400 m estilos (23.08)     | Miku Kojima Japón 4:39,14                                                           | Anna Sasaki Japón 4:40,99                                                                              | Anja Crevar Serbia 4:42,24                                         |
| 4 × 100 m libre (27.08)   | Canadá · Taylor Ruck · Penny Oleksiak · Rebecca Smith · Kayla Sanchez · 3:36,19 RMJ | Estados Unidos Lucie Nordmann Alex Walsh Julia Cook Grace Ariola 3:39,69                               | Japón Sayuki Ouchi Miku Kojima Rikako Ikee Natsumi Sakai 3:40,59   |
| 4 × 200 m libre (23.08)   | Canadá · Kayla Sanchez · Penny Oleksiak · Rebecca Smith · Taylor Ruck · 7:51,47 RMJ | Rusia · Irina Krivonogova · Polina Nevmovenko · Vasilissa Buinaia · Anastasiia Kirpichnikova · 7:57,33 | Japón Waka Kobori Rikako Ikee Sayuki Ouchi Suzuka Hasegawa 8:02,09 |
| 4 × 100 m estilos (28.08) | Canadá · Jade Hannah · Faith Knelson · Penny Oleksiak · Taylor Ruck · 3:58,38 RMJ   | Estados Unidos Regan Smith Zoe Bartel Lucie Nordmann Grace Ariola 3:59,19                              | Japón Natsumi Sakai Miku Kojima Rikako Ikee Sayuki Ouchi 3:59,97   |

### Mixto
| Evento                    | Oro                                                                                   | Plata                                                                         | Bronce                                                                                |
| ------------------------- | ------------------------------------------------------------------------------------- | ----------------------------------------------------------------------------- | ------------------------------------------------------------------------------------- |
| 4 × 100 m libre (25.08)   | Canadá · Ruslan Gaziev · Alexander Pratt · Taylor Ruck · Penny Oleksiak · 3:26,65 RMJ | Australia Elijah Winnington Jordan Brunt Jemima Horwood Eliza King 3:28,57    | Rusia · Ivan Girev · Andrey Minakov · Irina Krivonogova · Vasilissa Buinaia · 3:28,83 |
| 4 × 100 m estilos (24.08) | Canadá · Taylor Ruck · Gabe Mastromatteo · Penny Oleksiak · Ruslan Gaziev · 3:46,36   | Estados Unidos Regan Smith Reece Whitley Nicolas Albiero Grace Ariola 3:46,80 | Rusia · Polina Egorova · Evgenii Somov · Egor Kuimov · Vasilissa Buinaia · 3:48,32    |

## Medallero
| Núm. | País           | Oro | Plata | Bronce | Total |
| ---- | -------------- | --- | ----- | ------ | ----- |
| 1    | Estados Unidos | 11  | 12    | 7      | 30    |
| 2    | Canadá         | 7   | 5     | 3      | 15    |
| 3    | Japón          | 6   | 4     | 6      | 16    |
| 4    | Hungría        | 5   | 8     | 3      | 16    |
| 5    | Rusia          | 3   | 3     | 8      | 14    |
| 6    | España         | 3   | 1     | 2      | 6     |
| 7    | Italia         | 2   | 2     | 1      | 5     |
| 8    | Argentina      | 2   | 1     | 0      | 3     |
| 9    | Reino Unido    | 2   | 0     | 2      | 4     |
| 10   | Irlanda        | 1   | 1     | 1      | 3     |
| 11   | Alemania       | 1   | 0     | 0      | 1     |
| 12   | Australia      | 0   | 1     | 4      | 5     |
| 13   | Francia        | 0   | 1     | 1      | 2     |
| 13   | Polonia        | 0   | 1     | 1      | 2     |
| 15   | Suecia         | 0   | 1     | 0      | 1     |
| 16   | Bulgaria       | 0   | 0     | 1      | 1     |
| 16   | Rumania        | 0   | 0     | 1      | 1     |
| 16   | Serbia         | 0   | 0     | 1      | 1     |
|      | TOTAL          | 43  | 41    | 42     | 126   |

- Datos: Q28128443